# Anselmo Martoni
Anselmo Martoni (Conselice, 19 agosto 1921 – Molinella, 27 giugno 2002) è stato un politico, partigiano e sindacalista italiano.

## Biografia
Nacque a Conselice da Tomaso e Luigia Rossi. All'età di un anno rimase orfano del padre e nel 1923 si trasferì con la madre in località La Zeppa (Comune di Massa Lombarda). Prestò servizio militare in aeronautica, operando in Africa settentrionale nel 1942. L'8 settembre 1943 si trovava in servizio alla Base aerea di Aviano. Sfuggito ai tedeschi e raggiunta Bologna, entrò nella Resistenza, nelle cui file trascorse il resto della guerra.
Dopo la Liberazione fu eletto sindaco di Molinella (BO), carica che conservò per 44 anni, equivalenti a nove mandati consecutivi (1951-1995). Entrò in parlamento con il Partito Socialista Democratico Italiano nel 1953, alla Camera dei deputati, per rimanervi ininterrottamente fino al 1973. Dal 1979 al 1983 fu senatore. Fu anche Sottosegretario al Ministero del lavoro dal 5 dicembre 1963 al 5 giugno 1968 (governi Moro I, Moro II e Moro III).
Fu per anni segretario provinciale della CISL di Bologna.
Nel 1981 il suo nome fu trovato nella Lista degli appartenenti alla P2, nella quale figurò come "in sonno".
Morì a Molinella il 27 giugno 2002. Nel 2005 i suoi concittadini gli hanno intitolato la piazza antistante il Comune.
Il 13 marzo 2019 si è costituita a Molinella la Fondazione Giuseppe Massarenti ed Anselmo Martoni.